# 강선대
강선대(降仙臺)는 대한민국 충청북도 영동군 양산면에 있는 건축물이다. 1996년 4월 15일 영동군의 향토유적 제1호로 지정되었다.

## 개요
금강 기슭의 기암절벽과 노송이 울창한 곳으로 대 밑을 감돌아 흐르는 맑은 강물과 멀리 퍼진 넓은 들의 경관은 사람의 마음을 상쾌하게 만들어 주는 곳이다. 전설에 의하면 신선이 내려와 놀던 곳이라 하여 강선대라 하였으며, 동악 이안눌과 백호 임제의 훌륭한 시가 있다. 
1956년 5월 10일 여씨 문중에서 6각정을 건립하였는데, 둥근 기둥에 시멘트 6각 기와집으로 6.6m이다.